# Хендерсонская камышовка
Хендерсонская камышевка (лат. Acrocephalus taiti) — вид певчих птиц из семейства камышовковых (Acrocephalidae), эндемик острова Хендерсон из группы Островов Питкэрн. Его естественная среда обитания — субтропические или сухие тропические леса. Виду угрожает потеря среды обитания.

## Описание
Acrocephalus taiti — камышовка длиной около 17 см, самец весит от 22 до 31, самка — от 21 до 25 г. Это крупная камышовка с относительно коротким клювом, белой головой, оливково-коричневой и белой пятнистой короной и тёмными полосками на глазах. Верхняя сторона оливково-коричневая, на крыльях бледная кайма с неравномерно вкраплёнными белыми перьями. Нижняя сторона слегка желтоватая, радужная оболочка тёмная, клюв сверху тёмно-серо-коричневый, нижняя часть клюва телесного цвета с серым кончиком. Ноги серые. В отличие от питкэрнской камышовки, белые перья можно найти дальше вперёд на теле. Половой диморфизм отсутствует, но у самцов больше белых перьев.

## Биология
Вид относится к оседлым птицам. Рацион состоит из насекомых, в том числе бабочек, гусениц, моли, перепончатокрылых, жуков, а также мелких змей и семян растений, которых птицы часто ищут на листьях, ветвях, стволах деревьев или на земле на всех уровнях леса. Сезон размножения длится с конца августа до начала января. Гнездо представляет собой массивную глубокую чашу из сухих листьев, кокосового ореха и других волокон диаметром 11 см, подвешенную на дереве на высоте 1-7 м. Кладка состоит из 2-3 яиц и инкубируется 15 дней. Птенцов кормят оба родителя.

## Распространение
Это эндемик острова Хендерсон из группы Островов Питкэрн в южной части Тихого океана. Местно известный как «воробей» (настоящие воробьи не встречаются на Питкэрне), он был обычным явлением по всему острову, где это единственная наземная птица.

## Охранный статус
Международный союз охраны природы классифицирует природоохранный статус вида как «уязвимый» из-за небольшого ареала.